# リュシュテュ・レチベル
- リュシュトゥ・レチベル

リュシュテュ・レチベル（Rüştü Reçber、1973年5月10日 - ）は、トルコ・アンタルヤ出身の元同国代表サッカー選手。現役時代のポジションはゴールキーパー。

## 経歴
ユース時代は右ウイングとしてプレーしていたが、17歳の時の監督に「君は背が高いからゴール前に立ってみるといい」と言われ、ゴールキーパーに転向した。1990年、ブルドゥルギュジュに入団。1シーズン在籍した後に地元のサッカークラブ・アンタルヤスポルへ移籍した。
GKコーチのIlie Datcuによって見出され、ファティ・テリム監督の指導によって才能が開花した。テリムは、まだクラブの第3GKだったリュシュテュの潜在能力に感銘を受け、「君はいずれトルコでもっとも素晴らしいGKになるだろう」と伝えた。テリムはフェネルバフチェSK、ガラタサライSK、ベシクタシュJKのトルコ三大クラブにリュシュテュを推薦し、1993年にベシクタシュJKと契約した。しかし、契約締結の直後に自動車事故に巻き込まれて怪我を負い、メディカルチェックを通ることができず、ベシクタシュJKへの移籍は取りやめになった。
1993-94シーズンのはじめ、フェネルバフチェSKと契約した。そのシーズンはアンタルヤスポルでプレーすることが認められ、レンタル移籍という形でチームに残った。フェネルバフチェでの初年度となる1994-95シーズンは、クラブとトルコ代表の正GKのEngin İpekoğluが負傷し、幸運にも出場機会を得て、1994年10月12日のアイスランド戦で代表デビューを飾った。その後9年間はクラブでも代表でも地位を不動のものとし、フェネルバフチェ在籍期間中に4度のリーグ優勝を成し遂げた。UEFA EURO '96やUEFA EURO 2000に出場。さらに2002年の日韓W杯では、チームの守護神として48年ぶりに本大会出場を果たした代表を3位入賞に導く活躍を見せ、最優秀GK投票ではドイツのオリバー・カーンに次ぐ2位に選ばれた。
2003年にフェネルバフチェとの契約が切れるとACミラン、インテル・ミラノ、FCバルセロナ、バレンシアCF、マンチェスター・ユナイテッドFC、アーセナルFC、ユヴェントスFC、リヴァプールFCからオファーがあり、アーセナルFCと契約間近だったが、アーセン・ベンゲル監督と口論したことから移籍は破談となった。結局、FCバルセロナに移籍し、好調なプレシーズンを送ったが、シーズン開幕前に怪我に見舞われた。開幕にはなんとか間に合ったが、リュシュテュはまだスペイン語に不慣れだったため、フランク・ライカールト監督はビクトル・バルデスを開幕戦に送り出した。「私の実績と能力からすれば、スペイン語が話せないために試合に出られないのは解せない」と述べたが、スペインでの挑戦は1シーズンで終わった。
2006-07シーズンにフェネルバフチェでリーグ優勝したが、自身の将来のことでクラブと揉めたことから、ヴォルカン・デミレルにポジションを奪われた。そのため、ライバルクラブのベシクタシュJKにフリーで移籍し、フェネルバフチェのファンの怒りを買った。ベシクタシュJKでも好パフォーマンスを披露したが、たびたび怪我に悩まされた。
UEFA EURO 2008では控えゴールキーパーとして選出されたが、出場停止となったヴォルカン・デミレルに代わり大会途中から出場。準々決勝のクロアチア戦ではスーパーセーブを連発し、PK戦でもクロアチアに1本しか成功を許さない活躍で、トルコ初のベスト4進出に貢献した。また同大会終了後、代表引退を表明した。
2020年3月28日、新型コロナウイルス感染症（COVID-19）の症状が急転し、病院に搬送されたことがリュシュテュの妻のInstagramにて報告された。BBC放送電子版では、リュシュテュの容体について「危機的時期」だと報じた。集中治療室（ICU）にも入ったが回復し、4月6日に退院したことが妻のInstagramにて報告された。

## エピソード
少年の頃に好きだったゴールキーパーはピーター・シュマイケルである。彼とはUEFA EURO '96で対戦している。フェネルバフチェ在籍時にもUEFAチャンピオンズリーグでマンチェスター・ユナイテッドFCに所属していたシュマイケルと対戦した。

## 代表歴

### 出場大会
- トルコ代表
  - 2002年 FIFAワールドカップ（3位）
  - 2008年 EURO2008（ベスト4）

### 試合数
- 国際Aマッチ 120試合 0得点（1994年-2012年）[6]

| トルコ代表 | 国際Aマッチ | 国際Aマッチ |
| 年         | 出場        | 得点        |
| ---------- | ----------- | ----------- |
| 1994       | 2           | 0           |
| 1995       | 11          | 0           |
| 1996       | 10          | 0           |
| 1997       | 7           | 0           |
| 1998       | 5           | 0           |
| 1999       | 7           | 0           |
| 2000       | 9           | 0           |
| 2001       | 10          | 0           |
| 2002       | 13          | 0           |
| 2003       | 13          | 0           |
| 2004       | 12          | 0           |
| 2005       | 4           | 0           |
| 2006       | 10          | 0           |
| 2007       | 2           | 0           |
| 2008       | 3           | 0           |
| 2009       | 1           | 0           |
| 2010       | 0           | 0           |
| 2011       | 0           | 0           |
| 2012       | 1           | 0           |
| 通算       | 120         | 0           |

## タイトル
フェネルバフチェ
- スュペル・リグ : 4回
  - 1995-96, 2000-01, 2004-05, 2006-07
- アタトゥルクカップ : 1回
  - 1998

ベシクタシュJK
- スュペル・リグ : 1回
  - 2008-09
- トルコカップ : 2回
  - 2008-09, 2010-11

トルコ代表
- 日韓ワールドカップ3位

個人
- 日韓ワールドカップオールスターチーム
- UEFAベストイレブン

2002
- IFFHS最優秀GK賞3位

2002
- FIFA100